# Mai aproape de lună
Mai aproape de lună (în engleză Closer to the Moon) este un film din 2013 regizat de Nae Caranfil, multiplu premiat la Galele Gopo din 2015.
În rolurile principale joacă actorii Vera Farmiga, Mark Strong și Tim Plester. Filmul este o coproducție româno-americano-italiano-poloneză.

## Prezentare
În București, în 1959, patru bărbați și o femeie, care se cred un fel de Robin Hood, pun în aplicare un jaf ingenios la o sucursală a Băncii Naționale a României, pretinzând că realizează un film și intrând în posesia unei sume importante de bani, însă nu durează mult ca autoritățile să-i identifice și să-i aresteze. Aceștia sunt cinci membri ai Partidului Comunist Român, deziluzionați de transformările pe care le-a adus comunismul României și de sistemul la care ei înșiși au contribuit. Condamnați la moarte, în timp ce așteaptă să fie executați, sunt obligați de Securitate să reînsceneze furtul pentru un film de propagandă. Cei cinci încearcă să exploateze situația paradoxală pentru a se bucura, chiar dacă temporar, de libertate și de privilegii cum ar fi, de exemplu, caviarul pentru o scenă care urmează să fie filmată într-un restaurant.

## Distribuție
- Vera Farmiga ca Alice
- Mark Strong ca Max Rosenthal
- Harry Lloyd ca Virgil
- Anton Lesser ca Holban
- Joe Armstrong ca Răzvan
- Christian Mckay ca Iorgu
- Tim Plester ca Dumi
- David de Keyser ca Moritz
- Frances Cuka ca Sarah
- Marcin Walewski ca Mirel
- Allan Corduner ca Flaviu
- Monica Bîrlădeanu ca Sonia
- Paul Jesson ca manager studio
- John Henshaw ca judecătorul
- Radu Banzaru ca Viorel
- Anghel Damian ca locotenent

## Primire
Filmul a fost vizionat de 15.531 de spectatori în cinematografele din România, după cum atestă o situație a numărului de spectatori înregistrat de filmele românești de la data premierei și până la data de 31 decembrie 2014 alcătuită de Centrul Național al Cinematografiei.

## Vezi și
- Listă de filme românești din 2014